# Arrampicata sportiva ai Giochi della XXXIII Olimpiade - Speed femminile
Le gare di speed femminile ai Giochi della XXXIII Olimpiade si sono svolte nel comune di Le Bourget presso il Bourget Sport Climbing dal 5 al 7 agosto 2024.
La competizione è stata vinta dalla polacca Aleksandra Mirosław, mentre la cinese Deng Lijuan e la polacca Aleksandra Kałucka si sono aggiudicate rispettivamente la medaglia d'argento e di bronzo.

## Record
Prima della competizione il record del mondo e il record olimpico nella specialità speed femminili erano i seguenti:
| Record mondiale | 6"24 | Aleksandra Mirosław Polonia | 15 settembre 2023 Roma, Italia |
| Record olimpico | 6"84 | Aleksandra Mirosław Polonia | 6 agosto 2021 Tokyo, Giappone  |

## Programma
| Data          | Ora (UTC+2) | Evento                                 |
| ------------- | ----------- | -------------------------------------- |
| 5 agosto 2024 | 13:00       | Qualificazione - Teste di serie        |
| 5 agosto 2024 | 13:35       | Qualificazione - Batterie eliminatorie |
| 7 agosto 2024 | 12:35       | Quarti di finale                       |
| 7 agosto 2024 | 12:46       | Semifinale                             |
| 8 agosto 2024 | 12:54       | Finale                                 |

## Risultati

### Qualificazioni - Teste di serie
Fonte:
| Pos. | Atleta                      | Nazione       | Corsia A | Corsia B | Miglior tempo | Note |
| ---- | --------------------------- | ------------- | -------- | -------- | ------------- | ---- |
| 1    | Aleksandra Mirosław         | Polonia       | 6"06     | 6"21     | 6"06          | WR   |
| 2    | Emma Hunt                   | Stati Uniti   | 6"79     | 6."36    | 6"36          | PB   |
| 3    | Aleksandra Kałucka          | Polonia       | 6"47     | 6"389    | 6"389         | PB   |
| 4    | Zhou Yafei                  | Cina          | 6"54     | 6"389    | 6"389         | PB   |
| 5    | Deng Lijuan                 | Cina          | 6"43     | 6"40     | 6"40          | PB   |
| 6    | Desak Made Rita Kusuma Dewi | Indonesia     | 6"52     | 6"45     | 6"45          |      |
| 7    | Rajiah Sallsabillah         | Indonesia     | 6"67     | 6"58     | 6"58          | PB   |
| 8    | Leslie Romero Pérez         | Spagna        | 6"94     | 6"89     | 6"89          |      |
| 9    | Piper Kelly                 | Stati Uniti   | 7"47     | 7"39     | 7"39          |      |
| 10   | Capucine Viglione           | Francia       | 9"72     | 7"53     | 7"53          |      |
| 11   | Beatrice Colli              | Italia        | 8"18     | 10"51    | 8"18          |      |
| 12   | Sarah Tetzlaff              | Nuova Zelanda | 8"39     | 8"64     | 8"39          | PB   |
| 13   | Manon Lebon                 | Francia       | 9"09     | Fall     | 9"09          |      |
| 14   | Aniya Holder                | Sudafrica     | 9"61     | 9"12     | 9"12          | PB   |

### Qualificazioni - Batterie eliminatorie
Fonte:
| Batteria | Corsia | Atleta                      | Nazione       | Tempo | Note |
| -------- | ------ | --------------------------- | ------------- | ----- | ---- |
| 1        | A      | Aleksandra Mirosław         | Polonia       | 6"10  | Q    |
| 1        | B      | Aniya Holder                | Sudafrica     | 9"36  |      |
| 2        | A      | Emma Hunt                   | Stati Uniti   | 6"38  | Q    |
| 2        | B      | Manon Lebon                 | Francia       | 7"07  |      |
| 3        | A      | Aleksandra Kałucka          | Polonia       | 6"65  | Q    |
| 3        | B      | Sarah Tetzlaff              | Nuova Zelanda | 8"41  |      |
| 4        | A      | Zhou Yafei                  | Cina          | 6"55  | Q    |
| 4        | B      | Beatrice Colli              | Italia        | 6"84  | PB   |
| 5        | A      | Deng Lijuan                 | Cina          | 6"55  | Q    |
| 5        | B      | Capucine Viglione           | Francia       | 6"86  |      |
| 6        | A      | Desak Made Rita Kusuma Dewi | Indonesia     | 6"38  | Q    |
| 6        | B      | Piper Kelly                 | Stati Uniti   | 8"43  |      |
| 7        | A      | Rajiah Sallsabillah         | Indonesia     | Fall  | q    |
| 7        | B      | Leslie Romero Pérez         | Spagna        | 7"26  | Q    |

### Fase finale
|  | Quarti di finale            | Quarti di finale            | Quarti di finale   |                    |                     | Semifinale          | Semifinale          | Semifinale |                    |                           | Finale medaglia d'oro     | Finale medaglia d'oro     | Finale medaglia d'oro |  |
|  |                             |                             |                    |                    |                     |                     |                     |            |                    |                           |                           |                           |                       |  |
|  | Aleksandra Mirosław         | Aleksandra Mirosław         | 6"35               |                    |                     |                     |                     |            |                    |                           |                           |                           |                       |  |
|  | Aleksandra Mirosław         | Aleksandra Mirosław         | 6"35               |                    |                     |                     |                     |            |                    |                           |                           |                           |                       |  |
|  | Leslie Romero Pérez         | Leslie Romero Pérez         | 7"06               |                    |                     |                     |                     |            |                    |                           |                           |                           |                       |  |
|  | Leslie Romero Pérez         | Leslie Romero Pérez         | 7"06               |                    | Aleksandra Mirosław | Aleksandra Mirosław | 6"19                |            |                    |                           |                           |                           |                       |  |
|  |                             |                             |                    |                    | Aleksandra Mirosław | Aleksandra Mirosław | 6"19                |            |                    |                           |                           |                           |                       |  |
|  |                             |                             | Aleksandra Kałucka | Aleksandra Kałucka | 6"34 PB             |                     |                     |            |                    |                           |                           |                           |                       |  |
|  | Aleksandra Kałucka          | Aleksandra Kałucka          | Aleksandra Kałucka | Aleksandra Kałucka | 6"34 PB             | 6"49                |                     |            |                    |                           |                           |                           |                       |  |
|  | Aleksandra Kałucka          | Aleksandra Kałucka          |                    |                    |                     |                     |                     |            |                    |                           |                           |                           |                       |  |
|  | Zhou Yafei                  | Zhou Yafei                  | 6"58               |                    |                     |                     |                     |            |                    |                           |                           |                           |                       |  |
|  | Zhou Yafei                  | Zhou Yafei                  | 6"58               |                    | Aleksandra Mirosław | Aleksandra Mirosław | 6"10                |            |                    |                           |                           |                           |                       |  |
|  |                             |                             |                    |                    |                     |                     |                     |            |                    |                           |                           |                           |                       |  |
|  |                             |                             | Deng Lijuan        | Deng Lijuan        | 6"18 PB             |                     |                     |            |                    |                           |                           |                           |                       |  |
|  | Emma Hunt                   | Emma Hunt                   | Deng Lijuan        | Deng Lijuan        | 6"18 PB             | 7"98                |                     |            |                    |                           |                           |                           |                       |  |
|  | Emma Hunt                   | Emma Hunt                   |                    |                    |                     | 7"98                |                     |            |                    |                           |                           |                           |                       |  |
|  | Rajiah Sallsabillah         | Rajiah Sallsabillah         | 6"54 =PB           |                    |                     |                     |                     |            |                    |                           |                           |                           |                       |  |
|  | Rajiah Sallsabillah         | Rajiah Sallsabillah         | 6"54 =PB           |                    | Rajiah Sallsabillah | Rajiah Sallsabillah | 6"41 PB             |            |                    | Finale medaglia di bronzo | Finale medaglia di bronzo | Finale medaglia di bronzo |                       |  |
|  |                             |                             |                    |                    | Rajiah Sallsabillah | Rajiah Sallsabillah | 6"41 PB             |            |                    |                           |                           |                           |                       |  |
|  |                             |                             | Deng Lijuan        | Deng Lijuan        | 6"38                |                     |                     |            |                    |                           |                           |                           |                       |  |
|  | Desak Made Rita Kusuma Dewi | Desak Made Rita Kusuma Dewi | Deng Lijuan        | Deng Lijuan        | 6"38                | 6"369 =PB           |                     |            | Aleksandra Kałucka | Aleksandra Kałucka        | 6"53                      |                           |                       |  |
|  | Desak Made Rita Kusuma Dewi | Desak Made Rita Kusuma Dewi |                    |                    |                     |                     |                     |            | Aleksandra Kałucka | Aleksandra Kałucka        | 6"53                      |                           |                       |  |
|  | Deng Lijuan                 | Deng Lijuan                 | 6"363 PB           |                    |                     | Rajiah Sallsabillah | Rajiah Sallsabillah | 8"24       |                    |                           |                           |                           |                       |  |

## Classifica finale
| Pos.    | Atleta                      | Nazionalità   |
| ------- | --------------------------- | ------------- |
| Oro     | Aleksandra Mirosław         | Polonia       |
| Argento | Deng Lijuan                 | Cina          |
| Bronzo  | Aleksandra Kałucka          | Polonia       |
| 4       | Rajiah Sallsabillah         | Indonesia     |
| 5       | Emma Hunt                   | Stati Uniti   |
| 6       | Desak Made Rita Kusuma Dewi | Indonesia     |
| 7       | Zhou Yafei                  | Cina          |
| 8       | Leslie Romero Pérez         | Spagna        |
| 9       | Beatrice Colli              | Italia        |
| 10      | Capucine Viglione           | Francia       |
| 11      | Manon Lebon                 | Francia       |
| 12      | Sarah Tetzlaff              | Nuova Zelanda |
| 13      | Piper Kelly                 | Stati Uniti   |
| 14      | Aniya Holder                | Sudafrica     |
| Fonte:  |                             |               |